# Le Mouvement
Cet article concerne l'ONG française. Pour le parti islandais, voir Le Mouvement (Islande). Pour les autres significations, voir Mouvement.
 (décembre 2020).
Il peut être nécessaire de l'améliorer pour respecter le principe de neutralité de point de vue. 

Le Mouvement (stylisé en ~ le mouvement) est une organisation non gouvernementale française créée en 2017. Inspirée des méthodes de mobilisations anglo-saxonnes, sur le modèle de MoveOn aux États-Unis ou GetUp! en Australie, elle vise à permettre aux citoyens d'avoir une influence sur les grands enjeux de la société française, à l’aide de campagnes de mobilisation en ligne et hors ligne sur des enjeux comme l’écologie, la justice sociale, l’égalité femmes-hommes ou la lutte contre les discriminations. 
Le Mouvement est le membre français du réseau international The OPEN. Il compte à ce jour 135 260 membres.[source insuffisante]

## Description
Le Mouvement se présente comme une communauté de « membres pour défendre le bien commun, faire pression sur les décideurs, et gagner des batailles dans la loi et l'opinion »[source insuffisante] et porte « une vision radicale de la société, où l’égalité, la justice sociale, l’écologie, les libertés et la démocratie sont au cœur des décisions. »[réf. nécessaire]
L’organisation affirme ne jamais présenter de candidats aux élections afin de « toujours tenir [son] engagement de sincérité à l’égard de [ses] membres »[réf. nécessaire].

## Principales actions
Les principales actions menées par Le Mouvement sont les suivantes :
- Fermeture des comptes de dons en ligne Paypal, Stripe et HiPay des groupes d’extrême-droite Génération identitaire et Égalité et Réconciliation[3],[4]
- Coordination de la mobilisation citoyenne pour le climat depuis septembre 2018 avec notamment :
  - les marches du 8 septembre[5], 13 octobre[6] et 8 décembre[7], au cours desquelles plus de 130 000 personnes marchent trois fois de suite partout en France pour demander plus d’ambition dans les politiques publiques sur le climat